# Contrées du Rêve
 (février 2019).
Si vous disposez d'ouvrages ou d'articles de référence ou si vous connaissez des sites web de qualité traitant du thème abordé ici, merci de compléter l'article en donnant les références utiles à sa vérifiabilité et en les liant à la section « Notes et références ».
Les contrées du Rêve sont un univers de fiction dans le cycle du rêve de H. P. Lovecraft. C'est aussi le cadre d'un certain nombre de pastiches écrits par différents auteurs de fiction.
Les « contrées du rêve » sont une vaste dimension alternative accessible grâce au rêve de manière similaire à la projection astrale ou au rêve lucide. Les rêveurs expérimentés sont parmi les habitants les plus puissants des contrées du Rêve et peuvent devenir résidents permanents après leur mort physique.

## Les différents éléments

### Cosmologie
Pour rejoindre les contrées du Rêve, un rêveur doit trouver un escalier inhabituel au sein d'un rêve conventionnel et descendre les 70 Marches du Sommeil Léger pour faire face au jugement de deux gardiens puissants nommés Nasht et Kaman-Tha. S'il est jugé méritant (c'est-à-dire capable de survivre au danger de contrées du Rêve), le rêveur est autorisé à descendre les sept cents Marches du Sommeil Profond) et il émerge ainsi dans les Bois Enchantés. Tant que l'on entre dans les contrées du Rêve de cette manière, les personnages laissent leurs corps physiques dans le monde de l'éveil. Si le rêveur est tué pendant son voyage, son corps  souffrira un choc mais la mort dans les contrées du Rêve rend le retour impossible. 
On peut également entrer dans les contrées du Rêve physiquement (comme Randolph Carter dans La Clef d'argent) mais cela requiert de trouver les très dangereuses zones où à la fois le monde humain et les contrées du Rêve se chevauchent. D'autres planètes habitées peuvent également avoir leurs propres contrées du Rêve.
Le temps s'écoule à un rythme différent dans les contrées du Rêve, une heure pouvant représenter une semaine ou plus. Ainsi un voyageur peut passer des mois dans les contrées du Rêve en une seule nuit de sommeil. Les contrées du Rêve sont aussi caractérisées par une géographie et une population statique et immuable. Cependant, il n'est pas rare que de grands rêveurs puissent changer la topographie en créant de nouvelles villes avec toute leur population (comme le roi Kuranes dans Céléphais). 
Les contrées du Rêve ont leur propre panthéon composés d'entités comme les dieux anciens, dieux de la terre qui ressemblent aux dieux grecs ou romains de la mythologie. Des humains ordinaires peuvent les blesser, les tromper ou les séduire. À part ceci les dieux extérieurs et en particulier Nyarlathotep régentent les contrées du Rêve. Les autres entités du mythe de Cthulhu, comme les Grands Anciens ont très peu d'intérêts ou d'influences sur les contrées du Rêve.

### Géographie
Les contrées du Rêve sont divisées en quatre régions principales indiquées par les points cardinaux.
- L'Ouest est le territoire le plus connu des contrées du Rêve, comprenant de nombreuses villes splendides.
- Le Sud est connu uniquement par sa région côtière et son ile d'Oriab sur laquelle se trouve le Mont Ngranek.
- L'Est est un continent largement inhabité l'exception de l'Ooth-Nargai. La cité de Celephaïs qui est la capitale de l'Ooth-Nargai a été créée de toutes pièces par son monarque le roi Kuranes, le plus grand de tous les rêveurs. Au-delà s'étendent les Contrées Interdites, de dangereux royaumes au sein duquel le voyage est interdit.
- Le Nord est un continent montagneux effroyable célèbre pour son plateau de Leng, une région que se partagent des araignées géantes et des êtres semblables à des satyres, connus sous le nom d'hommes de Leng. Le nord contient aussi d'autres endroits plus agréables telle la ville d'Inquanok, célèbre pour ses carrières d'onyx. Les contrées plus reculées du Nord sont connues pour abriter Kadath l'inconnue, la demeure des dieux.

En plus de ces différentes régions, les contrées du Rêve se composent de deux autres territoires.
- Le monde souterrain qui court sous l'ensemble des contrées du Rêve. Ses principaux habitants sont les goules, qui peuvent physiquement entrer dans le monde de l'éveil à travers les cryptes et les cimetières. Le monde souterrain est aussi la demeure des Gugs, des géants monstrueux bannis de la surface pour leurs blasphèmes indicibles. La zone la plus profonde du monde souterrain est la vallée de Pnath, une dangereuse et obscure crevasse habitée par d'énormes bêtes appelées Bholes. Les Bholes sont les ancêtres des Dholes de Yaddith.

- La Lune a son pendant dans les contrées du Rêve : elle est habitée par les monstrueuses bêtes lunaires, des créatures amorphes ressemblant à des crapauds et alliées à Nyarlathotep. De façon intéressante, il est possible pour un navire de faire voile depuis l'extrémité des contrées du Rêve afin de rejoindre la Lune à travers l'espace.

### Habitants
- Les dieux anciens
- Les créatures

## Œuvres développant l'univers des contrées du Rêve
- Les Contrées du Rêve est un recueil  qui regroupe 14 nouvelles se déroulant dans cet univers. Publiées précédemment dans les recueils Dagon et Démons et Merveilles, elles bénéficient d'une traduction révisée par David Camus[1]. Publié chez Mnémos en 2010 puis chez J'ai lu en 2012, ce recueil a obtenu le Coup de cœur du Prix Bob-Morane en 2011.

- Préface : David Camus, traducteur de Lovecraft
- La Quête d'Iranon (1921)
- Polaris (1918)
- La Malédiction qui s'abattit sur Sarnath (1919)
- Hypnos (1922)
- L'Étrange Maison haute dans la brume (1926)
- Le Bateau blanc (1919)
- Celephaïs (1920)
- Les Chats d'Ulthar (1920)
- Les Autres Dieux (1921)
- Le Témoignage de Randolph Carter (1919)
- La Quête onirique de Kadath l'inconnue (1926)
- La Clef d'argent (1926)
- À travers les portes de la clé d'argent (en collaboration avec E. Hoffmann Price) (1932)
- Azathoth (1922)

On trouve des références aux contrées du Rêve dans d'autres nouvelles de Lovecraft :
- Par-delà le mur du sommeil (1919)
- Les Montagnes hallucinées (en référence) (1931)